# جابوط
الجابوط هو ملحق ملابس تزييني يتكون من المخرم أو أي قماش آخر يتدلى من الحلق، أو معلقاً أو متصلاً برباط حول الرقبة أو الياقة، أو يثبّت ببساطة في الحلق. تطور شكله الحالي من الزخرفة أو الكشكشة التي كانت تزين مقدمة القميص في القرن التاسع عشر.